# 1602 au théâtre
| Années du théâtre : 1599 - 1600 - 1601 - 1602 - 1603 - 1604 - 1605    |
| Décennies du théâtre : 1570 - 1580 - 1590 - 1600 - 1610 - 1620 - 1630 |

## Événements
- William Shakespeare écrit probablement Tout est bien qui finit bien, comédie, et Troïlus et Cressida, tragédie.
- Le personnage de Dame Gigogne apparaît dans la troupe des Enfants-sans-Souci à Paris ; le rôle est tenu par un homme.

## Pièces de théâtre publiées

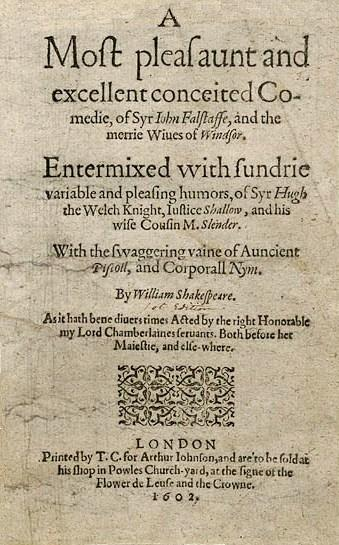
Page de titre de la première édition des Les Joyeuses Commères de Windsor de Shakespeare

- 26 juillet : Hamlet, tragédie de William Shakespeare, est inscrite au registre des Libraires à Londres.
- Isabella Andreini, Myrtille bergerie d'Isabelle Andreini comediante des jaloux. Mise en françois, Paris, Matthieu Guillemot, 140 p.  (Lire en ligne).
- John Marston, The history of Antonio and Mellida, Londres, Richard Bradock pour Matthew Lownes et Thomas Fisher, 72 p.
- William Shakespeare : The Merry Wives of Windsor, comédie, Londres, T. C. pour Arthur Johnson.

## Pièces de théâtre représentées
- 2 février, lors de la Chandeleur : La Nuit des rois, comédie de William Shakespeare, Middle Temple (Inns of Court), Londres.
- 2 juillet : Cenodoxus, tragi-comédie en latin de Jacob Bidermann sur le thème du pacte avec le diable, collège jésuite d'Augsburg[1].
- 29 juillet : Samuel Rowley et Edward Juby, Josua, par la Troupe de l'Amiral, Londres.

## Naissances
- Date précise non connue :
  - Lodowick Carlell, dramaturge anglais, mort en 1675.
  - Claude de L'Estoile, auteur dramatique et poète français, mort en mai 1652.
  - Juan Pérez de Montalván, prêtre, écrivain et dramaturge espagnol, mort le 25 juin 1638.
- Vers 1602 : 
  - Jan Harmenszoon Krul (nl), poète, dramaturge et libraire hollandais, mort le 11 avril 1646.